# Coelotes yaginumai
Coelotes yaginumai är en spindelart som beskrevs av Nishikawa 1972. Coelotes yaginumai ingår i släktet Coelotes och familjen mörkerspindlar. Inga underarter finns listade i Catalogue of Life.